# Dasineura serotina
Dasineura serotina är en tvåvingeart som först beskrevs av Johannes Winnertz 1853.  Dasineura serotina ingår i släktet Dasineura och familjen gallmyggor. Inga underarter finns listade i Catalogue of Life.